# Galium effulgens
Galium effulgens är en måreväxtart som beskrevs av Günther von Mannagetta und Lërchenau Beck. Galium effulgens ingår i släktet måror, och familjen måreväxter. Inga underarter finns listade i Catalogue of Life.